# Дават
Дава́т, дава, даваат или дагват (от араб. دعوة‎ — «призыв», «приглашение») — проповедь ислама и прозелитизм. Мусульманин, который занимается даватом (даи, мн. дуат), может считаться в некоторых случаях исламским эквивалентом миссионера.

## История
Дават употребляется в Коране в смысле призыва к мертвым подняться на День Суда. В целом слово дават используется в Коране в смысле приглашения жить в соответствии с Божьей волей. Таким образом, в первые века ислама, слово дават чаще всего использовали наравне с шариатом и религией. В основе мирной проповеди лежит пример пророка Мухаммада, который в течение 23 лет вёл призыв к исламу среди своих соплеменников. В 628 году между мединскими мусульманами и мекканскими многобожниками было заключено перемирие, которое стало важнейшим этапом распространения ислама на Аравийском полуострове. Благодаря этому мусульманские проповедники, отправлявшиеся к различным племенам по всей Аравии, за 2 года смогли привести в ислам больше людей, чем за 18 лет до этого.

## Цели и основы давата
В исламской теологии целью призыва является информирование мусульман и немусульман о поклонении одному единственному Богу и жизни исламского пророка Мухаммада, а также приглашение к принятию ислама. При помощи давата пророк Мухаммед распространял послание Корана, а после него его последователи взяли на себя обязанность призыва к людям своего времени.
В основе давата лежит принцип грамотности и благожелательности проповедников. К основополагающим принципам давата относятся:
- знания[5];
- доброта и нежность[6];
- мудрость[7];
- ясность (понятный язык)[8];
- терпение[5].

## Современные движения
Современная жизнь подтверждает важность давата, так как в последнее время возросло негативное воздействие различных исламофобских средств массовой информации. Активную работу по давату ведут исламские организации и проповедники.
- Джамаат Таблиг — аполитичное религиозное движение, организованное в 1926 году в Индии Мауланой Мухаммадом Ильясом. Главной целью движения считается духовное преобразование в исламе посредством работы участников на уровне широких масс людей и обращения к мусульманам вне зависимости от их социального и экономического статуса с целью приблизить их к религиозной практике ислама, указанной пророком Мухаммадом[9].
- Шуғай Гальфе (1850–1910) — арабский миссионер, один из ранних исламских проповедников, по преданию входивший в число ста праведников, принесших ислам на территорию современных казахских земель. Считается, что он сыграл важную роль в распространении ислама среди тюркских племён, проживавших в Северном Казахстане. Согласно устным преданиям и локальным исследованиям, имя Шугая Гальфе выбито на древнем камне, расположенном в районе Баянаул — гористой местности на севере Казахстана, известной своими священными местами, петроглифами и историческими памятниками. Этот камень считается одним из немногих сохранившихся свидетельств о ранних исламских миссионерах, побывавших в казахских степях. Упоминания о Шугае Гальфе также были найдены в архивах Ленинградского университета, что подтверждает его историческую значимость для исследований по истории ислама в Центральной Азии.
- Ахмед Дидат — исламский проповедник, писатель и богослов. Был известен своими трудами по вопросам взаимоотношения христианства и ислама, создатель Международного центра Исламского призыва[10].
- Закир Найк — индийский мусульманский проповедник, президент Исламского исследовательского фонда (ИИФ), основатель Исламской международной школы в Мумбаи[11].